# 1937 w sztukach plastycznych
Wydarzenia w sztukach plastycznych i wizualnych w 1937 roku.

## Malarstwo
- Pablo Picasso

Guernica
- Salvador Dalí

Płonąca żyrafa (1936-37)
Sen
Przemiana narcyza
- Marc Chagall

Rewolucja – olej na płótnie
- Jackson Pollock

Narodziny (Birth) – olej na płótnie, 116,4x57 cm

## Grafika
- Maurits Cornelis Escher

Rozwój I – drzeworyt langowy

## Rzeźba
- Constantin Brâncuși

Stół milczenia
Brama pocałunku
Niekończąca się kolumna
- Wiera Muchina

Robotnik i kołchoźnica

## Urodzeni
- 18 kwietnia – Natalia LL (zm. 2022), polska artystka intermedialna
- 8 maja – Eva Bednářová (zm. 1986), czeska ilustratorka i graficzka
- 9 lipca - David Hockney, angielski malarz
- 16 grudnia - Edward Ruscha, amerykański malarz

## Zmarli
- 26 lipca - Gerda Taro, niemiecka fotografka